# Concentration des entreprises
La concentration des entreprises s'observe à plusieurs niveaux:

## Au niveau microéconomique
Processus par lequel diminue le nombre des unités de production (établissements) d'une entreprise (sociétaire ou non) ou des sociétés filiales d'un groupe. Diminution qui s'accompagne en général d'une augmentation de la taille de ces établissements ou de ces sociétés filiales c'est-à-dire de leurs capacités de production et donc de leurs chiffres d'affaires mais pas forcément de leurs effectifs salariés compte tenu des gains de productivité réalisés ou non.

## Au niveau mésoéconomique
Processus par lequel le nombre des entreprises d'une branche ou d'un secteur diminue. Processus qui implique généralement que la production moyenne (la taille) de celles qui restent augmente.
C'est ce qui s'est passé notamment en France dans le secteur automobile depuis le début du XXe siècle. Et, un siècle plus tard, on n'y compte plus que deux grands groupes français : Renault et Peugeot-Citroën (PSA).

## Au niveau macroéconomique
Processus par lequel le nombre total des entreprises d'un pays diminue. Cette diminution impliquant en règle générale une augmentation de la taille des entreprises mesurée par le volume de leur production et donc par leur chiffre d'affaires.
En France, ce processus s'est déroulé à partir du XIXe siècle avec la concentration des exploitations agricoles dont le nombre a d'autant plus diminué qu'a reculé la superficie des terres cultivées avec l'exode rural. Et cette diminution du nombre des entreprises agricoles (du secteur primaire) n'a pas été compensée par les créations d'entreprises dans les deux autres secteurs d'activité (ou secteurs économiques), le secteur secondaire (industrie, construction, énergie) et le secteur tertiaire (les services).